# クスクス (テレビ番組)
『クスクス』は、2000年4月8日から2006年3月25日まで中京テレビで放送されていた生活情報番組である。放送時間は毎週土曜 17:00 - 17:55 （日本標準時）。

## 概要

### 番組の概要
中京テレビの土曜夕方枠は、1995年3月に『電波結社バババ団』が終了して以来、ミニ番組や一時的に放送されていた15分番組『旅はパノラマ』以外は全て日本テレビ製作番組の遅れネット枠ないしは再放送枠として使われるという状態が続いていた。この番組は、『バババ団』の終了から実に5年振りに同枠で放送された1時間枠の自社製作番組である。当時視聴率のよかった「PS」を超える番組を！との指令のもと、見事に名古屋ナンバー1の視聴率番組となった。その後、この番組にかかわったスタッフが様々なテレビ局で活躍するようになった。
若い女性をターゲットにした番組で、日本各地の観光情報といった休日向けの情報を主に発信していた。グルメ情報番組色も強く、「今週の特集」のコーナーでは名古屋市内各地のグルメ情報を積極的に取り上げていた。その関係から、この番組の公式サイトには当時中京テレビが運営していたグルメ情報サイト「グルメなでしこ」との相互リンクが貼られていた。スタジオレギュラーには宮崎美子ほか女性タレントたちを、リポーターには中京テレビのアナウンサーたちを起用していた。他に、読売新聞社に勤務する男性記者たちを起用していた時期もあるが、彼らの起用は放送開始から2年半ほどに留まった。
この番組の終了後、同土曜夕方枠は『いただきマッスル!』などの自社製作番組と日本テレビ製作番組の再放送が入れ替わり立ち替わりで放送されるという状態が続いたが、3年後の2009年4月に『幸せの黄色い仔犬』がスタートしたことによって再び自社製作枠へと復帰した（2012年3月まで）。
放送前期での最高視聴率は2002年11月9日放送分の22.4%。放送後期ならびに番組全体での最高視聴率は不明。

### 台湾での放送
この番組は、台湾の国興衛視（国興テレビ）でも『生活一級棒』というタイトルで放送されていた。

## 受賞歴
2003年3月5日、中部映像関連事業社協会主催の第1回中映協映像コンテストで中映協グランプリ2002ならびに番組大賞を受賞した。 審査の対象となったのは『クスクス』第88回。

## 出演者

### スタジオレギュラー
- 宮崎美子 - 全期間を通して出演。
- 松居直美 - 2005年3月まで出演。
- 本田恵美（当時中京テレビアナウンサー） - 全期間を通して出演。
- 安江清彦（読売新聞記者） - 2001年7月まで出演。
- 西村公秀（読売新聞経済部デスク） - 安江に替わって2001年7月からレギュラー入り。2002年9月まで出演。
- 新山千春 - 松居に替わって2005年3月からレギュラー入り。

### リポーター
- 大藤晋司（当時中京テレビアナウンサー）
- 板谷学（当時中京テレビアナウンサー）
- 吉田太一（中京テレビアナウンサー） - 2002年10月からは「知ってますか!?」のコーナーレギュラーも兼任。
- 桐生順子（当時中京テレビアナウンサー）
- 前田麻衣子（中京テレビアナウンサー）
- 加藤亜希子（当時中京テレビアナウンサー）
- 本多小百合（当時中京テレビアナウンサー）
- 橋詰真美（当時中京テレビアナウンサー）
- 鶴木陽子（当時中京テレビアナウンサー）
- 松岡陽子（中京テレビアナウンサー）
- 磯部悦子（当時中京テレビアナウンサー）
- 政次夏希（当時中京テレビアナウンサー）
- 杉浦太陽
- 川久保拓司

## スタッフ
- 構成 -豊村剛、飯沢真太郎、野呂エイシロウ
- ディレクター - 大辻充弘、兼松俊之、神谷幸代、黒野友貴、頃末隆之、田中穂積、樽谷浩司、柄澤正也、寺地幸一、長屋努、平田明久、宮島章人、武田龍司、竹岡克洋
- 総合演出 - 青木繁治
- プロデューサー - 安部田公彦、沢田正春、通木 芳之、柄澤正也（ディレクターから転向）頃末隆之

## 主な放送内容
今週の特集
名古屋市内各地のグルメ情報と日本各地の観光情報を紹介していたコーナー。稀に台湾やフランスなど、海外の観光情報を伝えることもあった。このコーナーで紹介した観光情報は、後にJTBパブリッシングが発行したムック『るるぶクスクス』に掲載された。
おいしさ発見!食材の旅 → 食材とご飯の供の旅
番組ディレクターが旬の食材を求めて日本各地を旅する模様を放送していたコーナー。このコーナーは後に『おもしろ日本列島 食材の旅』と題してDVD化され、玉音堂・音楽堂・ヤマギワソフト各店で販売された。
クスクスレシピ
上記「おいしさ発見!食材の旅」のコーナーで手に入れた食材で様々なアイデア料理を作っていたコーナー。各回で作った料理のレシピは全て番組公式サイトに掲載されていた。また、初期のレシピは前述のムックとDVDにも収録された。
知ってますか!?
日常生活の何気ない疑問について調査した結果をスタジオで詳しく解説していたコーナーで、当初は安江清彦（読売新聞）がコーナーを担当していた。安江が降板し、さらに西村公秀（読売新聞）も降板した後は吉田太一がコーナーを引き継いだ。

## 販売物

### 関連書籍
- るるぶクスクス 2001年秋（2001年9月、JTBパブリッシング、ISBN 4-533-03977-4）
- るるぶクスクス Vol.2 （2002年3月、JTBパブリッシング、ISBN 4-533-04183-3）

### DVD
- おもしろ日本列島 食材の旅（2003年9月27日、中京テレビ放送、DVD2枚組）